# Muhammed Pašić
Hadži Muhammed-efendija (event. Muhamed) Pašić (1891 Pašić Kula, okres Rogatica, Bosna a Hercegovina – 30. července 1980 Sarajevo, Socialistická federativní republika Jugoslávie) byl bosenskohercegovský islámský duchovní a pedagog bosňáckého původu.

## Životopis
V Rogatici navštěvoval základní školu, v Sarajevu pak Gazi Husrev-begovu medresu a Šarí'atskou soudní školu (absolvoval 1917). Poté přednášel v Misrího medrese (Misrina medresa) na sarajevském Koňském trhu (At Mejdan). Později pracoval jako soudní čekatel u šarí'atského soudu ve Fojnici a vedle toho vyučoval v místní medrese. Koncem roku 1918 se vrátil do Sarajeva, kde byl jmenován učitelem právě otevřeného Šarí'atského gymnázia (Šerijatska gimnazija). Na tomto postu vykonal i státní profesorskou zkoušku. V gymnáziu zůstal až do jeho uzavření roku 1945, jistý čas v něm dokonce zastával post ředitele (1924, 1932 a 1941–1945).
Roku 1933 společně s Muhammedem Ševket-efendijou Kurtem a Ibrahim-efendijou Čokićem kandidoval do Ulema-medžlisu, nejvyšší rady duchovních Islámského společenství, ale neuspěl. Roku 1938 se stal místopředsedou stavovské organizace islámských duchovních El-Hidaje. Z této pozice mimo jiné kritizoval překlad Kurʼánu do srbochorvatštiny (resp. bosenštiny), který pořídil bývalý reisu-l-ulema Mehmed Džemaluddin-efendija Čaušević a islámský pedagog Muhammed-efendija Pandža.
Mezi lety 1947 a 1949 působil jako ředitel Gazi Husrev-begovy medresy. Dvě desítky let (1937–1961) působil jako muvekkit (astronom a hodinář) při Gazi Husrev-begově mešitě.
Publikoval v islámských periodicích Glasnik vrhovnog islamskog starješinstva, El-Hidaje, Novi behar a Kalendar „Gajret“.
Pašić zemřel 30. července 1980. Zádušní mše proběhla 1. srpna v Gazi Husrev-begově mešitě, načež byl nebožtík pohřben na sarajevském hřbitově Bare.

## Dílo
- Gramatika arapskog jezika: za niže razrede medresa i srednjih škola. 1. Dio, Gramatika i vježbenica sa rječnikom (Mluvnice arabského jazyka: pro nižší ročníky medres a středních škol. 1. díl, Mluvnice a cvičebnice se slovníkem, Sarajevo 1936, 1981, 1984), autoři: Šaćir Sikirić, Muhammed Pašić, Mehmed Handžić
- Gramatika arapskog jezika: za niže razrede medresa i srednjih škola. 2. Dio, Sintaksa i čitanka sa rječnikom (Mluvnice arabského jazyka: pro nižší ročníky medres a středních škol. 2. díl, Skladba a čítanka se slovníkem, Sarajevo 1936), autoři: Šaćir Sikirić, Muhammed Pašić, Mehmed Handžić

### Překlady z arabštiny
- Arslan, Shekib (česky Šakíb Arslán): Zašto su Muslimani nazadovali, a drugi napredovali. (přeložili Šaćir Sikirić a Muhammed Pašić) Sarajevo 1934, 1993, 1994, 1998, 2000, 2001, Zagreb 1995.